# 聖米迦勒暨諸天使堂 (豪維克)
聖米迦勒暨諸天使堂，亦簡稱作聖米迦勒堂（St Michael’s Church），是一座英格蘭教會堂區教堂，位於英國英格蘭諾森伯蘭郡豪維克村的豪維克堂附近，是一座二級登錄建築。座落在豪維克堂花園內的這座教堂吸引了大量去參觀花園的遊客，每年大約有兩萬人到訪。

## 歷史及特徵
豪維克堂區的歷史至少可以追溯到1158年，據歷史記載那時的堂區神父名叫阿斯柯特（Asket），他是該堂區首位留有記載的神父。但該區的教堂在他之前的時代應該就已經存在。1746年的一場火災摧毀了原來的諾曼式教堂，之後所建的新堂被教堂指南手冊稱作「奇異的愛奧尼式神殿」，但這座18世紀的教堂也毀於火災。因此，人們今日所見的教堂是一座修建於1848年的維多利亞時代新諾曼式建築，建築師法蘭西斯（F. J. Francis）為教堂設計了羅曼式拱形門窗，並向東擴建，增修了聖壇所和聖器室。
聖米迦勒堂歷來同格雷家族關係密切，這個家族的多數成員都葬在該堂墓地。最著名的當屬第二代格雷伯爵查爾斯·格雷，在他擔任英國首相期間通過的1832年改革法令，為代議民主制的發展鋪平了道路。不過，相較他的政治業績，以他命名的格雷伯爵茶實際上更廣為人知。
格雷家族的成員有時也為教堂奉獻藝術品，比如第三代格雷伯爵夫人瑪莉亞·柯普利（Maria Copley, 3rd Countess Grey; 1803–1879）是一名雕塑家，她雕刻的滴水嘴獸裝飾在教堂的北外牆上。而教堂祭壇和領洗池後方的畫作是第五代伯爵夫人梅貝爾·帕爾默（Mabel Palmer, 5th Countess Grey; 1884–1958）委託繪製的，不過人們對這些畫作的評價褒貶不一。
聖傑滿士主教麥可·費雪在其回憶錄中敍述了他於1945年時同第五代格雷伯爵一家的經歷，並提及他們都是高教會派聖公宗信徒。但聖米迦勒堂究竟屬於何種派別暫且不得而知。

## 外部連結
- A Church Near You entry （页面存档备份，存于） （英文）
- 维基共享资源上的相關多媒體資源：聖米迦勒暨諸天使堂